# Иван Групчев
Иван Христов Групчев Топалчев с псевдоними КЛМН, КЛМ и Салямо, Селимо, Селямо и Z е български революционер, деец на Вътрешната македонска революционна организация.

## Биография
Роден е на 25 януари 1874 година в Охрид, тогава в Османската империя, днес в Северна Македония. Принадлежи към големия род Групчеви. Син е на Екатерина Шапкарева, сестра на Кузман Шапкарев. Първоначално образование получава в Охрид, а в 1892 година завършва българската гимназия в Солун със седмия випуск. След завършването си става български учител в Гевгели, а след това с прекъсвания учителства в Охрид, Ресен и Крушево.
Още в 1894 година влиза във ВМОРО, покръстен от Лев Огненов и Никола Филипчев. В учебната 1895 – 1896 година преподава в охридската махала Кошища заедно с Христо Узунов и Методи Патчев, също дейци на ВМОРО. След убийството на сърбоманина Димитър Гърданов на 5 август 1898 година, Групчев е арестуван заедно с Методи Патчев, Кирил Пърличев и Христо Узунов и затворен в Битоля.
След излизането си от затвора, отново се занимава с революционна дейност. В 1901 година влиза в новия охридски революционен комитет (бюро). Учителства в Ресен, но е арестуван и затворен в затвора Пимирана край Битоля, където остава по време на Илинденско-Преображенското въстание. На 10 септември 1903 година е изпратен на заточение в Синоп, за да излежи присъда от осем години. На следната 1904 година е амнистиран по всеобщата амнистия и се връща в Охрид на 24 ноември. Назначен е за главен български учител в Крушево за учебната 1904 – 1905 година. В Крушево също се занимава с революционна дейност. На следната 1905 – 1906 година учителства в Охрид. В 1906 година на Охридския конгрес е избран за председател на околийския революционен комитет (бюро). В учебната 1906 – 1907 година е уволнен като учител, но продължава да ръководи охридския комитет.
През есента на 1907 година в османски ръце попада архивът на охридския войвода Деян Димитров и при създалата се ситуация Групчев е принуден да бяга в Свободна България. Като емигрант е избран за делегат на Кюстендилския конгрес през 1908 година.
След Младотурската революция в 1908 година е амнистиран и се връща в Охрид. В навечерието на Балканската война в 1912 година е арестуван заедно с видните граждани на Охрид и Струга и затворен в Битоля, където е изтезаван. Заедно с брат си Георги Групчев е доброволец в Македоно-одринското опълчение и служи в Трета отделна партизанска рота, начело с Петър Чаулев. През Междусъюзническата война е в Сборната партизанска рота, като брат му Георги загива на 23 юни 1913 г. Участва във временната българска управа в Охрид за време на Охридско-Дебърското въстание. След въстанието с лодка бяга в Албания и оттам в България. Работи в Българската земеделска банка.
През Първата световна война, след освобождението на родния си град, се завръща с него и става кмет – председател на тричленната комисия. Кмет е до 27 септември 1918 година, когато напуска града с отстъпващите български войски и със семейството си се установява в София.
В София завършва на 54 години финанси в Свободния университет за политически и стопански науки (сега УНСС). Активно участва в дейността на емигранските македонски организации.
Умира на 11 юни 1963 година.
Синът на брат му Георги Асен Групче е виден юрист от Република Македония.

## Галерия
- Портмоне на Иван Групчев от периода на заточението му (гръб)
- Портмоне на Иван Групчев от периода на заточението му (лице)